# Bóbr (dopływ Odry)

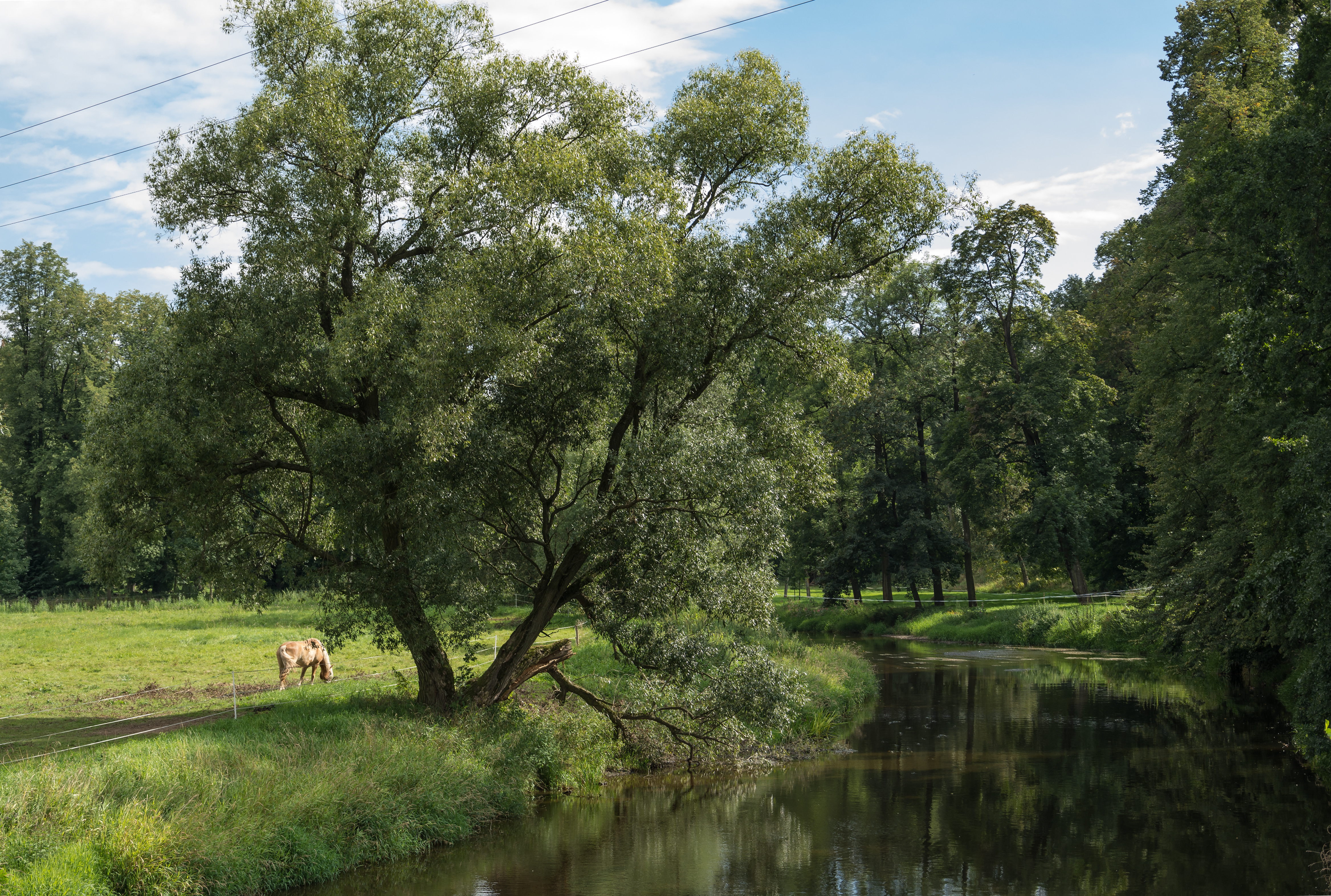
Bóbr w Wojanowie

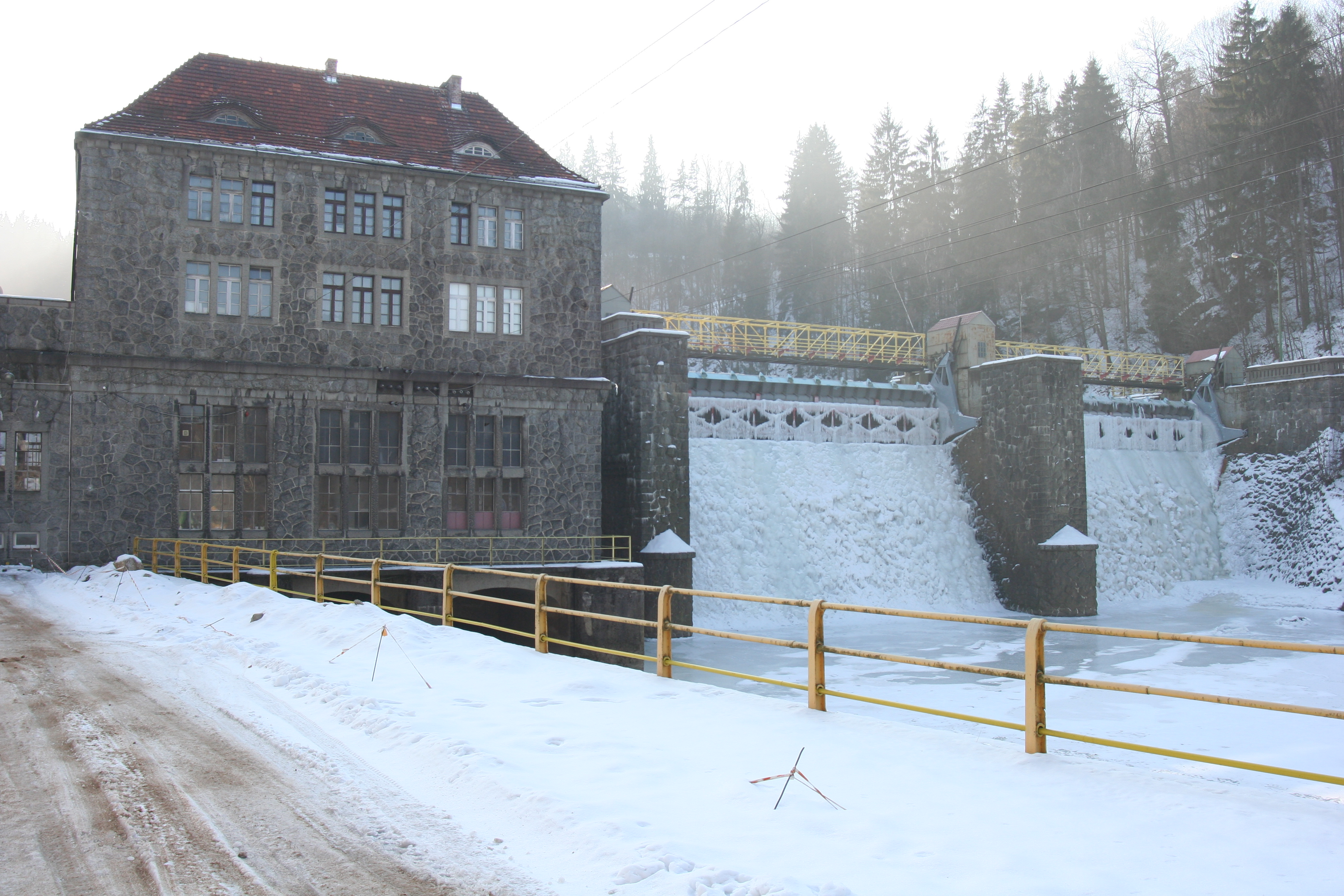
Elektrownia Bobrowice I na Jeziorze Modrym w okolicach Siedlęcina

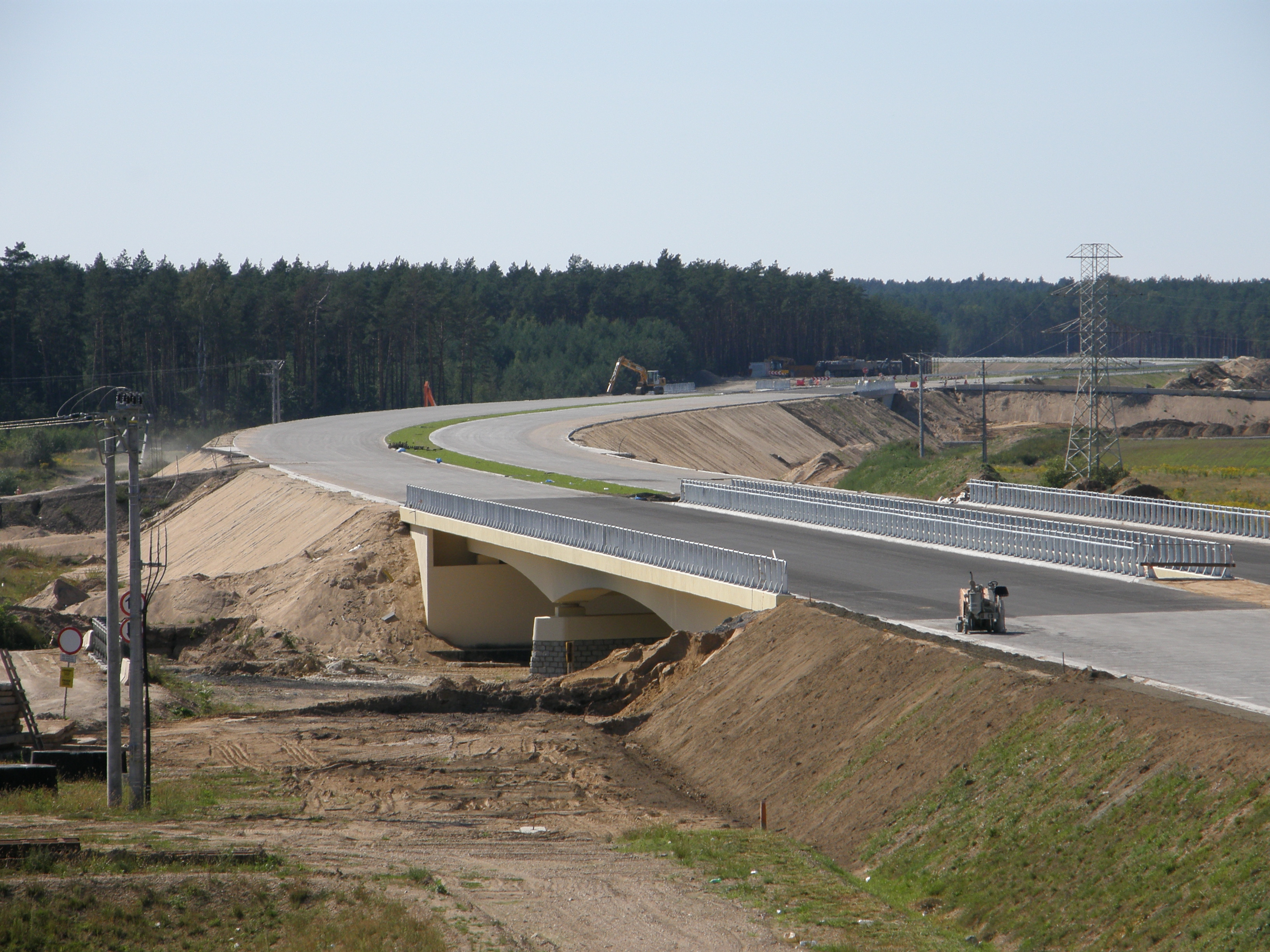
Budowa odcinka autostrady A4 w pobliżu Bolesławca. Most nad Bobrem

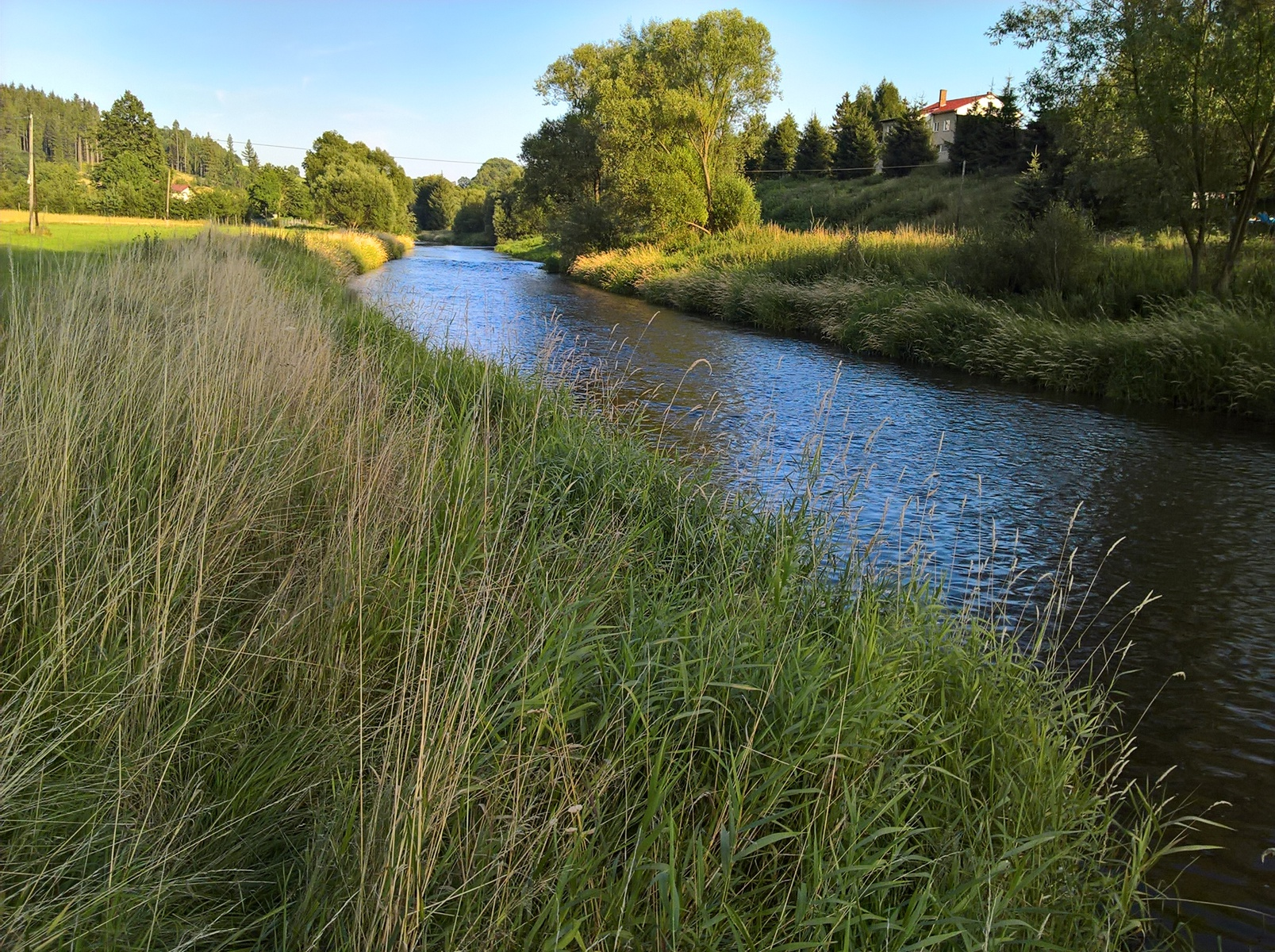
Bóbr w Marciszowie

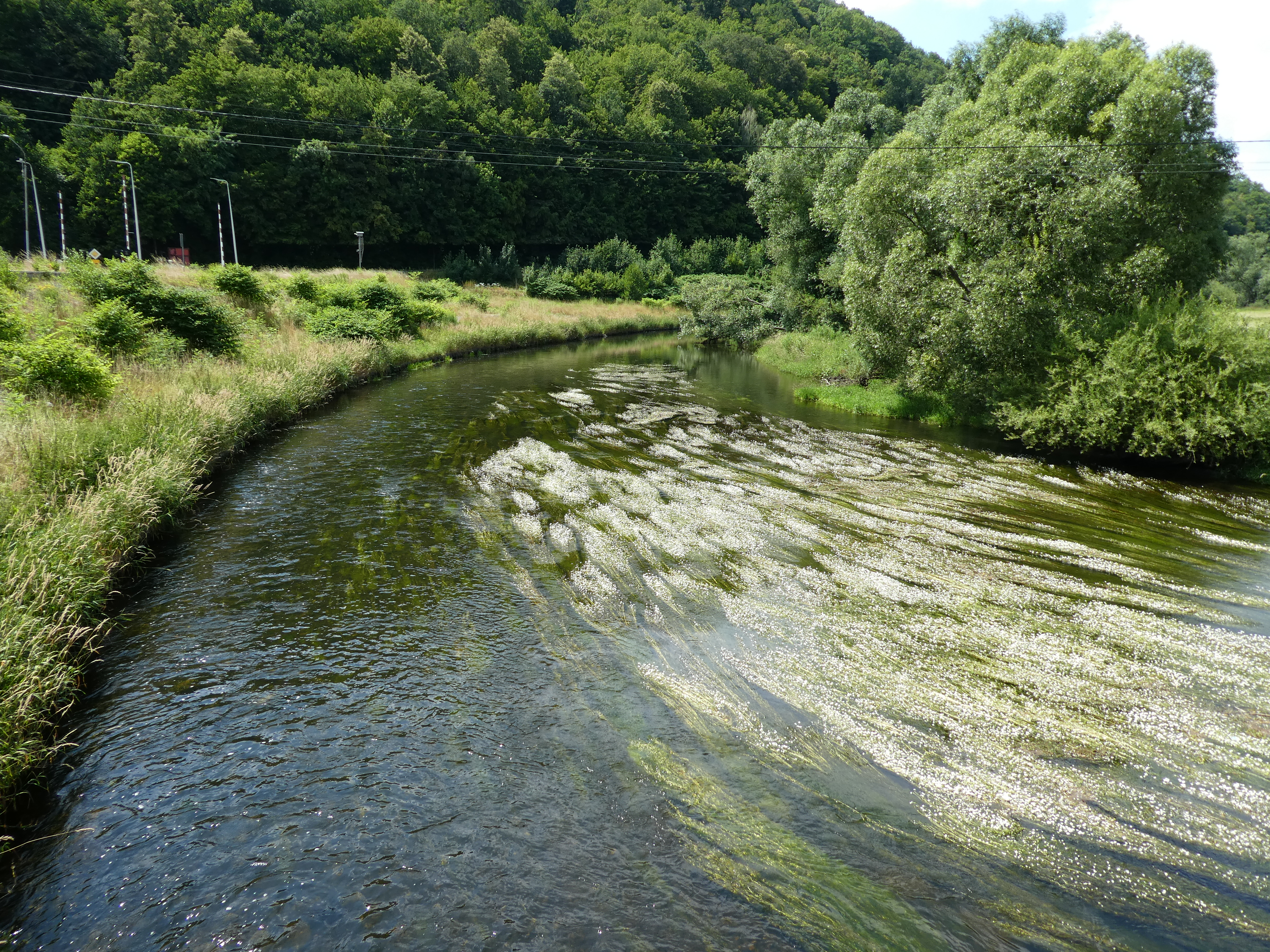
Rzeka Bóbr we Wleniu.

Bóbr (czes. Bobr; niem. Bober) – rzeka w południowo-zachodniej Polsce, płynie przez województwo dolnośląskie i lubuskie, największy z lewobrzeżnych dopływów Odry. Rzeka ma długość 272 km (w Polsce 270 km, w Czechach 2 km), a powierzchnia jego dorzecza 5876 km² (w Polsce 5830 km², w Czechach 46 km²).
Po włączeniu rzeki do Polski w 1945 r. przez krótki okres używana była nazwa Bobrawa, później Bober, w końcu Bóbr.

## Przebieg
Źródła ma we wschodnich Karkonoszach, w Czechach, na wysokości 780 m n.p.m. na Bobrowym Stoku w pobliżu dzielnicy Bobr czeskiego miasta Žacléř.
Płynie w kierunku północno-zachodnim doliną o krętym przebiegu. Od źródeł płynie ku północnemu wschodowi przez Lubawkę i Kamienną Górę leżące w Kotlinie Kamiennogórskiej. W Marciszowie skręca ku północnemu zachodowi. Za Ciechanowicami skręca na zachód i przedziera się głęboką, przełomową doliną między Rudawami Janowickimi a Górami Kaczawskimi, która kończy się w Janowicach Wielkich. Przecina północną część Kotliny Jeleniogórskiej. Za Jelenią Górą skręca na północny zachód i wpływa w drugi przełomowy odcinek (Borowy Jar) między Pogórzem Izerskim a Górami Kaczawskimi. W Pilchowicach skręca na północ. Dalej dolina zwęża się i rozszerza, oddzielając Pogórze Izerskie od Pogórza Kaczawskiego, później przecina Bory Dolnośląskie, Wał Trzebnicki, Obniżenie Milicko-Głogowskie, Wzniesienia Zielonogórskie i dolinę środkowej Odry.
Uchodzi do Odry w okolicach Krosna Odrzańskiego.
Niektóre dopływy:
- Zadrna (prawy)
- Lesk (prawy)
- Hutniczy Potok (Miedziany Potok) (lewy)
- Krupówka (prawy)
- Janówka (lewy)
- Łomnica (lewy)
- Kamienna (lewy)
- Kamienica (lewy)
- Bobrzyca (prawy)
- Szprotawa (prawy),
- Kwisa (lewy)
- Czerna Wielka (lewy)

Wybrane miejscowości, przez które przepływa Bóbr (wytłuszczone miasto):
| Miejscowości, przez które przepływa Bóbr | Miejscowości, przez które przepływa Bóbr | Miejscowości, przez które przepływa Bóbr | Miejscowości, przez które przepływa Bóbr                             |
| Państwo                                  | Kraj/Województwo                         | Powiat                                   | Miejscowość ↓                                                        |
| ---------------------------------------- | ---------------------------------------- | ---------------------------------------- | -------------------------------------------------------------------- |
| Czechy                                   | hradecki                                 | Trutnov                                  | Žacléř (źródło)                                                      |
| Polska                                   | dolnośląskie                             | kamiennogórski                           | Lubawka                                                              |
| Polska                                   | dolnośląskie                             | kamiennogórski                           | Kamienna Góra (na wysokości ul. Bohaterów Getta wpływa rzeka Zadrna) |
| Polska                                   | dolnośląskie                             | kamiennogórski                           | Marciszów                                                            |
| Polska                                   | dolnośląskie                             | karkonoski                               | Janowice Wielkie                                                     |
| Polska                                   | dolnośląskie                             | Jelenia Góra                             |                                                                      |
| Polska                                   | dolnośląskie                             | lwówecki                                 | Wleń                                                                 |
| Polska                                   | dolnośląskie                             | lwówecki                                 | Lwówek Śląski                                                        |
| Polska                                   | dolnośląskie                             | bolesławiecki                            | Bolesławiec                                                          |
| Polska                                   | lubuskie                                 | żagański                                 | Leszno Górne                                                         |
| Polska                                   | lubuskie                                 | żagański                                 | Szprotawa                                                            |
| Polska                                   | lubuskie                                 | żagański                                 | Małomice                                                             |
| Polska                                   | lubuskie                                 | żagański                                 | Żagań                                                                |
| Polska                                   | lubuskie                                 | zielonogórski                            | Nowogród Bobrzański                                                  |
| Polska                                   | lubuskie                                 | krośnieński                              | Dychów                                                               |
| Polska                                   | lubuskie                                 | krośnieński                              | Krosno Odrzańskie (ujście do Odry)                                   |

## Inżynieria wodna
Występują duże wahania wodostanów. Na Bobrze i zasilających go rzekach pod koniec XIX i na początku XX wieku wybudowano kilka zbiorników retencyjnych; największe to: Jez. Pilchowickie w Pilchowicach koło Jeleniej Góry (50 mln m³) oraz na Kwisie: Jez. Leśniańskie i Jez. Złotnickie (odpowiednio 10,5 i 15 mln m³).
Na rzece powstało kilka elektrowni wodnych – największa to Elektrownia Dychów k. Krosna Odrzańskiego oraz Elektrownia Pilchowice na Jeziorze Pilchowickim.

## Turystyka

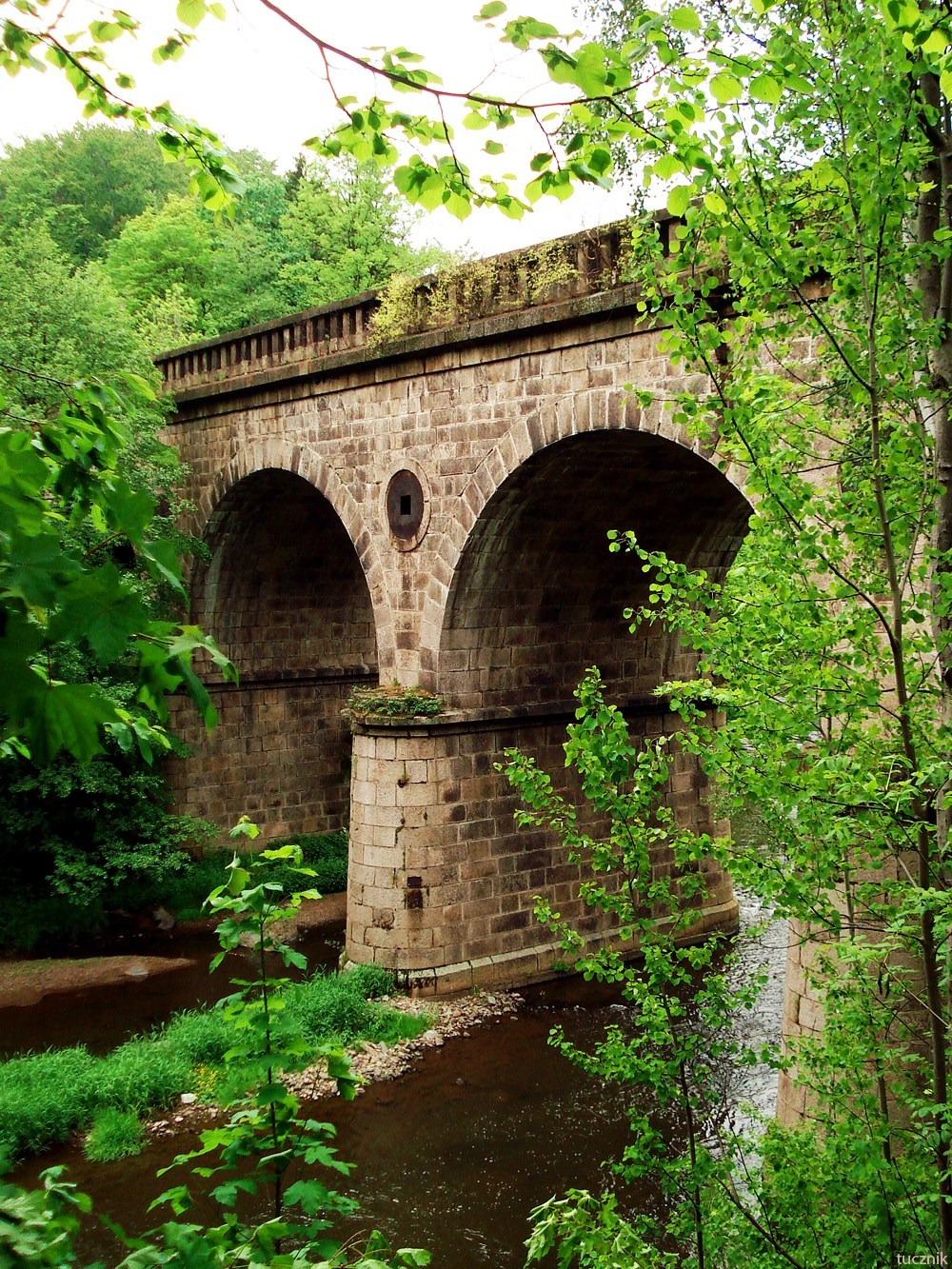
Wiadukt kolejowy na rzece Bóbr w Starych Janowicach

Rzeka dostępna jest dla spływów kajakowych na długości 251 km.
Raz do roku w maju organizowany jest „Międzynarodowy Spływ Kajakowy im. Andrzeja Strycharczyka na Bobrze”. Impreza trwa cztery dni i odbywa się na trasie Janowice Wielkie – Bolesławiec (etapy: Janowice Wielkie – Jelenia Góra; Jelenia Góra – Zapora w Pilchowicach; Wleń – Lwówek Śląski; Lwówek Śląski – Bolesławiec). Do 2000 roku spływ odbywał się na trasie Lwówek Śląski – Żagań (etapy: Lwówek Śląski – Bolesławiec; Bolesławiec – Parkoszów; Parkoszów – Szprotawa; Szprotawa – Żagań).

## Bitwa nad Bobrem
W roku 1813, w czasie wojen napoleońskich, wojska francuskie stoczyły nad Bobrem w okolicy Lwówka Śląskiego (Płakowice) dwie bitwy. Po stronie Napoleona walczyły wojska polskie. Pierwsza bitwa nad Bobrem 22 sierpnia zakończyła się zwycięstwem Napoleona nad wojskami pruskimi. Jednak już siedem dni później, 29 sierpnia, miała miejsce druga bitwa nad Bobrem, która przyniosła Francuzom klęskę. Dywizjon generała Puthoda, który nie brał udziału w bitwie nad Kaczawą, wycofywał się w kierunku Jeleniej Góry, aby tam przeprawić się na lewy brzeg Bobru. Wezbrana rzeka pozrywała jednak mosty i Francuzi ruszyli w dół rzeki. W Płakowicach chcieli zbudować przeprawę, ale wzburzone wody im to uniemożliwiły. Naciskani przez korpus Langerona Francuzi podjęli próbę przebycia rzeki wpław. W nurtach Bobru zginęło 2000 żołnierzy w tym generał i pułkownik. Przez rzekę podobno udało przeprawić się jedynie 40 żołnierzom. Przez kilka następnych dni ciała topielców były wyrzucane na brzegi rzeki. Pochowano je w zbiorowej mogile na łące pod Brunowem.